# Triple Corona (béisbol)

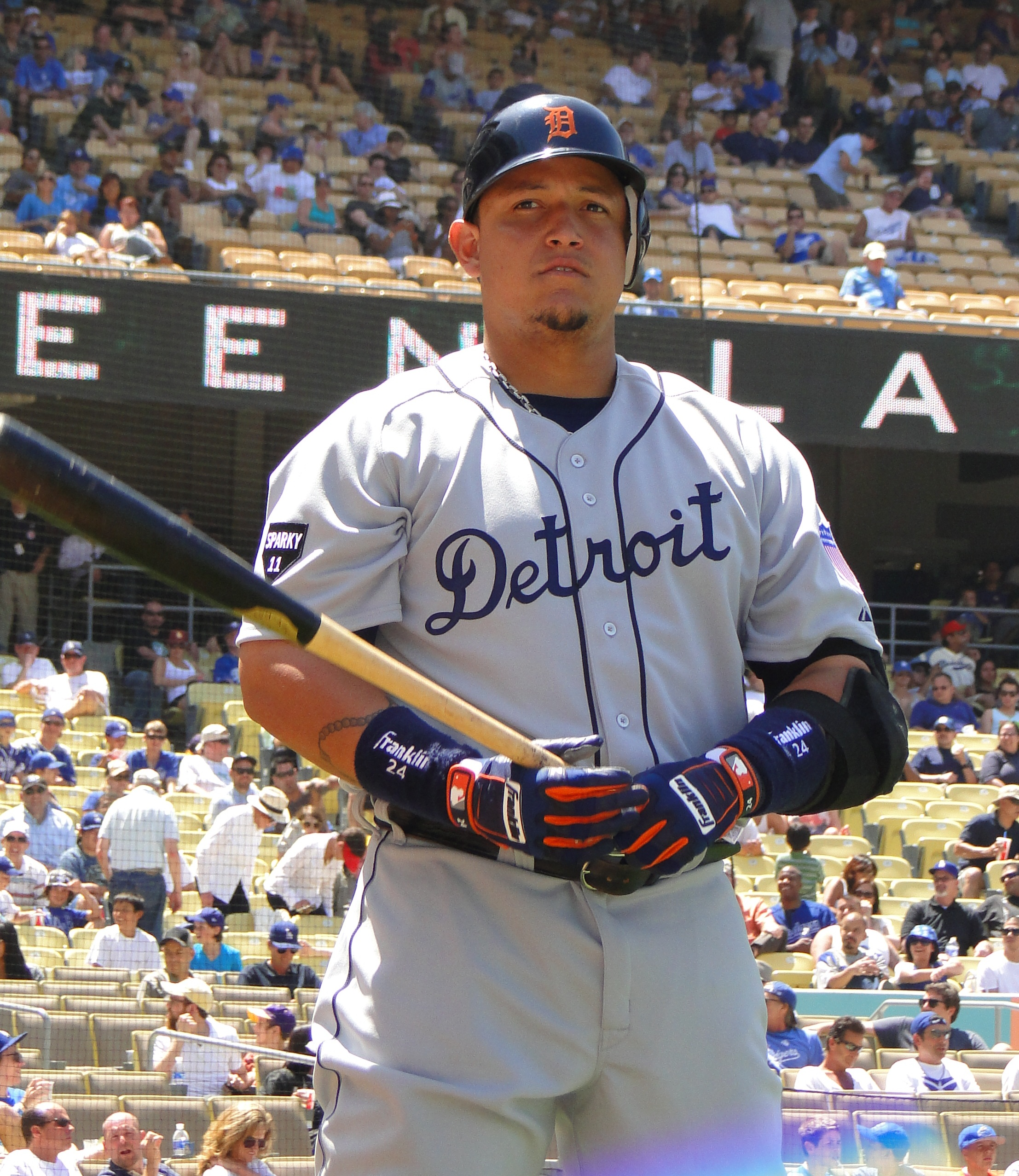
Miguel Cabrera es el más reciente ganador de la Triple Corona de bateo en 2012; siendo el primero en conseguirla desde 1967.

La Triple Corona en las Grandes Ligas de Béisbol es ganada por un jugador cuando termina liderando tres categorías estadísticas específicas en una liga. 
Cuando se usa sin modificador, la expresión "Triple Corona" hace referencia generalmente a un bateador que ha liderado la Liga Americana o la Nacional en carreras impulsadas, cuadrangulares (home runs) y promedio de bateo (average). La triple corona epitomiza tres atributos separados de un buen bateador: conectar de hit para promedio, batear con fuerza y producir carreras. Ha sido conseguida 16 veces. El venezolano Miguel Cabrera la alcanzó en el 2012 (primer pelotero latino en conseguirla), 45 años después desde que Carl Yastrzemski la logró en 1967. 
La Triple Corona de pitcheo es conseguida por el pitcher que ha liderado la liga en los departamentos de efectividad (ERA), ponches (strikeouts) y juegos ganados. Ha sido conseguida 38 veces, 8 desde 1997.

## Ganadores de laTriple CoronaenGrandes Ligas

### Bateo
- HR: cuadrangulares
- RBI: carreras impulsadas
- AVG: promedio de bateo

Liga Nacional
| Año  | Jugador        | Equipo              | HR | RBI | AVG  |
| ---- | -------------- | ------------------- | -- | --- | ---- |
| 1878 | Paul Hines     | Providence Grays    | 4  | 50  | .358 |
| 1894 | Hugh Duffy     | Boston Braves       | 18 | 145 | .440 |
| 1922 | Rogers Hornsby | St. Louis Cardinals | 42 | 152 | .401 |
| 1925 | Rogers Hornsby | St. Louis Cardinals | 39 | 143 | .403 |
| 1933 | Chuck Klein    |                     | 28 | 120 | .368 |
| 1937 | Joe Medwick    | St. Louis Cardinals | 31 | 154 | .374 |

Liga Americana
| Año  | Jugador          | Equipo                 | HR | RBI | AVG  |
| ---- | ---------------- | ---------------------- | -- | --- | ---- |
| 1901 | Nap Lajoie       | Philadelphia Athletics | 14 | 125 | .426 |
| 1909 | Ty Cobb          | Detroit Tigers         | 9  | 107 | .377 |
| 1933 | Jimmie Foxx      | Philadelphia Athletics | 48 | 163 | .356 |
| 1934 | Lou Gehrig       | New York Yankees       | 49 | 165 | .363 |
| 1942 | Ted Williams     |                        | 36 | 137 | .356 |
| 1947 | Ted Williams     | Boston Red Sox         | 32 | 114 | .343 |
| 1956 | Mickey Mantle    | New York Yankees       | 52 | 130 | .353 |
| 1966 | Frank Robinson   | Baltimore Orioles      | 49 | 122 | .316 |
| 1967 | Carl Yastrzemski | Boston Red Sox         | 44 | 121 | .326 |
| 2012 | Miguel Cabrera   | Detroit Tigers         | 44 | 139 | .330 |

American Association (antes la fundación de la Liga Americana en 1901)
| Año  | Jugador     | Equipo              | HR | RBI | AVG  |
| ---- | ----------- | ------------------- | -- | --- | ---- |
| 1887 | Tip O'Neill | St. Louis Cardinals | 14 | 123 | .435 |

### Lanzadores
- ERA: efectividad
- W: ganados
- SO: ponches

Liga Nacional
| Año  | Pitcher                    | Equipo                | ERA  | W  | SO  |
| ---- | -------------------------- | --------------------- | ---- | -- | --- |
| 1877 | Tommy Bond                 | Boston Braves         | 2.11 | 40 | 170 |
| 1884 | Charles Radbourn           | Providence            | 1.38 | 60 | 441 |
| 1888 | Tim Keefe                  | N.Y. Giants           | 1.74 | 35 | 333 |
| 1889 | John Clarkson              | Boston Braves         | 2.73 | 49 | 284 |
| 1894 | Amos Rusie                 | N.Y. Giants           | 2.78 | 36 | 195 |
| 1905 | Christy Mathewson          | N.Y. Giants           | 1.27 | 31 | 206 |
| 1908 | Christy Mathewson          | N.Y. Giants           | 1.43 | 37 | 259 |
| 1915 | Grover Cleveland Alexander | Philadelphia Phillies | 1.22 | 31 | 241 |
| 1916 | Grover Alexander           | Philadelphia Phillies | 1.55 | 33 | 167 |
| 1917 | Grover Alexander           | Philadelphia Phillies | 1.86 | 30 | 201 |
| 1918 | Hippo Vaughn               | Chicago Cubs          | 1.74 | 22 | 148 |
| 1920 | Grover Alexander           | Chicago Cubs          | 1.91 | 27 | 173 |
| 1924 | Dazzy Vance                | Brooklyn Dodgers      | 2.16 | 28 | 262 |
| 1939 | Bucky Walters              | Cincinnati Reds       | 2.29 | 27 | 137 |
| 1963 | Sandy Koufax               | Los Angeles Dodgers   | 1.88 | 25 | 306 |
| 1965 | Sandy Koufax               | Los Angeles Dodgers   | 2.04 | 26 | 382 |
| 1966 | Sandy Koufax               | Los Angeles Dodgers   | 1.73 | 27 | 317 |
| 1972 | Steve Carlton              | Philadelphia Phillies | 1.97 | 27 | 310 |
| 1985 | Dwight Gooden              | N.Y. Mets             | 1.53 | 24 | 268 |
| 2002 | Randy Johnson              | Arizona Diamondbacks  | 2.32 | 24 | 334 |
| 2007 | Jake Peavy                 | San Diego Padres      | 2.54 | 19 | 240 |
| 2011 | Clayton Kershaw            | Los Angeles Dodgers   | 2.28 | 21 | 248 |

Liga Americana
| Año  | Pitcher          | Equipo                 | ERA  | W  | SO  |
| ---- | ---------------- | ---------------------- | ---- | -- | --- |
| 1901 | Cy Young         | Boston Red Sox         | 1.62 | 33 | 158 |
| 1905 | Rube Waddell     | Philadelphia Athletics | 1.48 | 26 | 287 |
| 1913 | Walter Johnson   | Washington Senators    | 1.09 | 36 | 243 |
| 1918 | Walter Johnson   | Washington Senators    | 1.27 | 23 | 162 |
| 1924 | Walter Johnson   | Washington Senators    | 2.72 | 23 | 158 |
| 1930 | Lefty Grove      | Philadelphia Athletics | 2.54 | 28 | 209 |
| 1931 | Lefty Grove      | Philadelphia Athletics | 2.06 | 31 | 175 |
| 1934 | Lefty Gomez      | New York Yankees       | 2.33 | 26 | 158 |
| 1937 | Lefty Gomez      | New York Yankees       | 2.33 | 21 | 194 |
| 1945 | Hal Newhouser    | Detroit Tigers         | 1.81 | 25 | 212 |
| 1997 | Roger Clemens    | Toronto Blue Jays      | 2.05 | 21 | 292 |
| 1998 | Roger Clemens    | Toronto Blue Jays      | 2.65 | 20 | 271 |
| 1999 | Pedro Martínez   | Boston Red Sox         | 2.07 | 24 | 313 |
| 2006 | Johan Santana    | Minnesota Twins        | 2.77 | 19 | 245 |
| 2011 | Justin Verlander | Detroit Tigers         | 2.40 | 24 | 250 |
| 2020 | Shane Bieber     | Cleveland Indians      | 1.63 | 8  | 122 |

American Association (antes la fundación de la Liga Americana en 1901) ===
| Año  | Pitcher    | Equipo              | ERA  | W  | SO  |
| ---- | ---------- | ------------------- | ---- | -- | --- |
| 1884 | Guy Hecker | Louisville Colonels | 1.80 | 52 | 385 |

- Datos: Q1202041